# 초여름 (영화)
초여름(Early Summer, 麥秋)은 일본에서 제작된 오즈 야스지로 감독의 1951년 드라마 영화이다. 하라 세츠코 등이 주연으로 출연하였고 야마모토 타케시 등이 제작에 참여하였다.

## 출연

### 주연
- 하라 세츠코
- 류 치슈

### 조연
- 아와시마 치카게
- 미야케 쿠니코
- 스가이 이치로
- 히가시야마 치에코
- 스기무라 하루코
- 이카와 쿠니코
- 니혼야나기 칸
- 사노 슈우지
- 타카하시 토요코
- 미야구치 세이지